# Osiedle Akademickie (Słupsk)

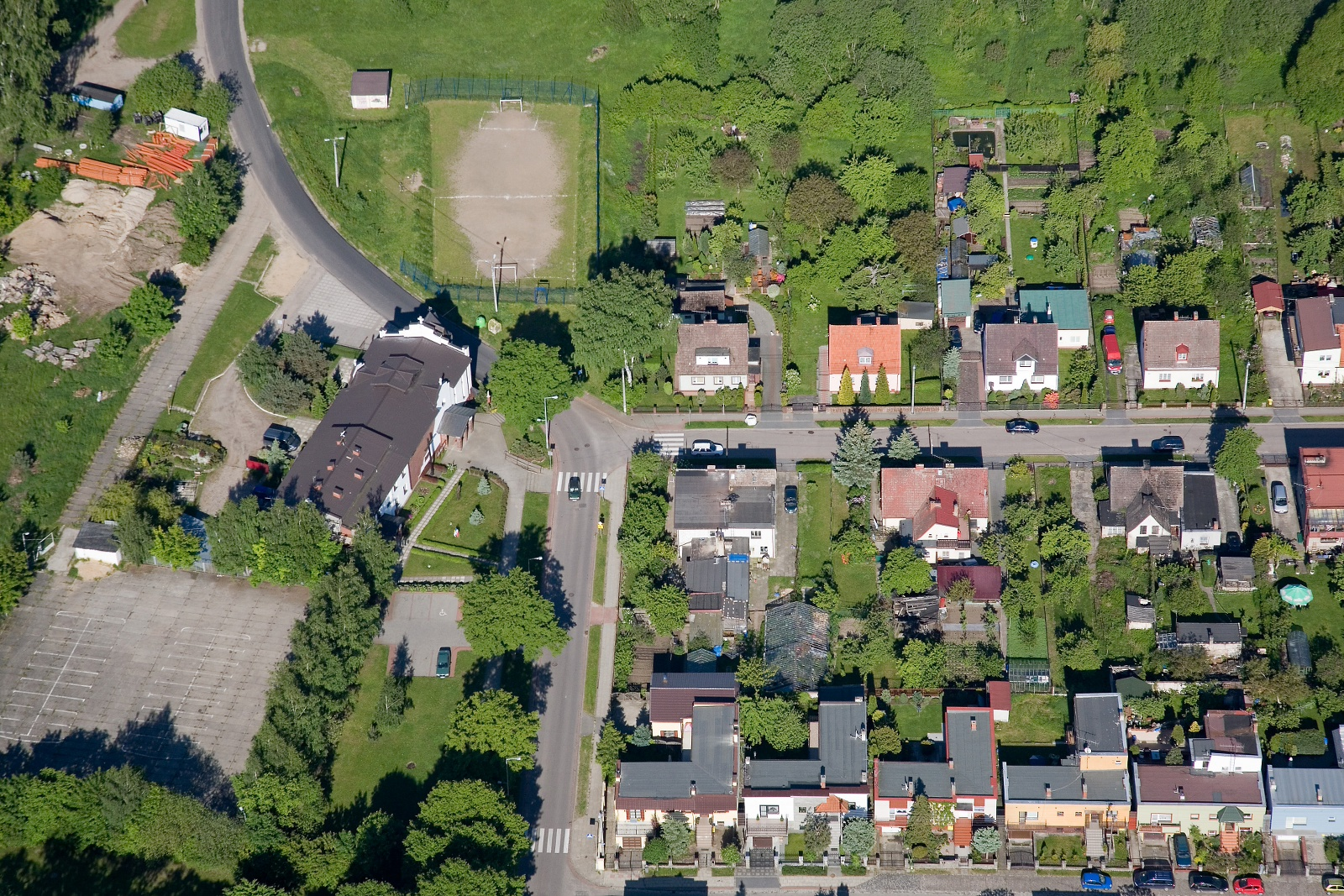
Osiedle Akademickie w Słupsku

Osiedle w Słupsku zlokalizowane w jego południowej części. Jest częścią większego Osiedla Westerplatte w Słupsku. Jego nazwa związana jest z Uniwersytetem Pomorskim, który się tam znajduje. Od zachodu graniczy z rzeką Słupią. Na osiedlu przeważa zabudowa niska, jednorodzinna.